# Кроссовер (сюжет)
Кроссо́вер (англ. crossover) — художественное произведение, в котором смешиваются элементы и (или) герои нескольких независимых вымышленных вселенных. Не следует путать кроссовер со спин-оффом — побочным произведением, где могут участвовать герои основного произведения.
В литературе кроссовером называется произведение, написанное в двух и более жанрах (например, фантастический детектив, фантастический любовный роман, политическо-любовный триллер).

## Примеры
Первым современным фантастическим фильмом, где наглядно использовался приём пересечения двух сюжетных линеек, стал классический фильм ужасов студии Universal «Франкенштейн встречает человека-волка» (1943). В фильме «Фредди против Джейсона» встречаются маньяки из серий фильмов ужасов «Кошмар на улице Вязов» и «Пятница, 13-е», а в фильме «Чужой против Хищника» сталкиваются пришельцы из серий фильмов экшн-хоррор фантастики «Чужой» и «Хищник». Эти же пришельцы столкнулись со вселенной Бэтмена в короткометражке «Бэтмен: Тупик».
В комикс-индустрии кроссоверами называют как комиксы, где встречаются персонажи разных вымышленных вселенных (например, герои студий Marvel Comics и DC Comics столкнулись в кроссовере от объединённой студии Amalgam Comics), так и сюжет, в котором действуют персонажи из одной вселенной, но из разных серий комиксов (например, Civil War от Marvel Comics или Infinite Crisis от DC Comics). Яркий пример из комиксов — смешивание персонажей мультсериалов «Симпсоны» и «Футурама».
Примером кроссоверов в компьютерных играх является серия игр Mario & Sonic, где персонажи игровых франшиз Mario и Sonic the Hedgehog соревнуются на олимпийских играх во всех странах и их городах мира. В диснеевском мультфильме «Ральф» и его сиквеле «Ральф против интернета» присутствуют персонажи из игр, живущих в аркадной станции, в том числе Ральфа из вымышленной игры Fix-it Felix Jr.. Другие персонажи — камео.